# Watching My Hotwife
Watching My Hotwife ist eine US-amerikanische Pornofilmreihe des Regisseurs Paul Woodcrest und des Studios New Sensations. 

## Entstehung und Einordnung
Die Serie entstand unter der Regie von Paul Woodcrest, welcher bereits bei mehreren anderen pornografischen als Regisseur fungierte.
Die Filmreihe bedient den Voyeurismus- und Cuckolding-Fetisch. Letzterer wird von Anka Radakovich irgendwo „zwischen Swinging, Erniedrigungspornografie und Interracial“ verortet.

## Besprechungen
Die dritte DVD der Reihe wurde von Naomi LeRoy für AVN.com besprochen. Sie vergab dreieinhalb von fünf möglichen Punkten und beschrieb die Scheibe als frischeste Gabe für Cuckolding-Fans, wobei die auf der DVD enthaltenen Filme kein erniedrigendes Material enthalte.
Im Jahr 2019 erhielt die dritte DVD eine Auszeichnung bei den AVN Awards als Beste Veröffentlichung mit polyamorischem Inhalt. Drei Jahre zuvor war die Serie bereits in gleicher Kategorie nominiert. Bei den XBIZ Awards erhielt die Serie eine Nominierung in der Kategorie Vignette Release of the Year. 2020 erhielt der fünfte Teil der Filmreihe eine Nominierung in der gleichen Kategorie.
Bei den 27. NightMoves Awards, die 2019 in Tampa, Florida vergeben wurden, erhielt die sechste Auskopplung der Serie den Jurypreis in der Kategorie Best Fetish/Taboo/Speciality Release.

## Darsteller
- Dahlia Sky
- James Deen
- Romi Rain
- Anikka Albrite
- Alison Tyler
- Brooklyn Chase
- Michael Vegas
- Chad White
- Jordan Ash
- Cameron Dee
- Riley Reid
- August Ames
- Evan Stone
- Cali Carter
- Ramon Nomar
- Mark Wood
- Kalina Ryu
- Karmen Karma
- Elena Koshka
- Mona Wales
- Steve Holmes
- Mercedes Carrera
- Zoe Sparx
- Toni Ribas
- Angela White
- Emily Willis
- Athena Faris
- Britney Light
- Kenna James
- Eliza Ibarra
- Emma Hix
- Emily Addison
- Lena Paul
- Avi Love
- Vienna Black
- Miranda Miller
- Stirling Cooper
- Quinton James
- Zac Wild
- Lauren Phillips
- Lily Adams
- Whitney Westgate
- Ashley Lane

## Auszeichnungen
- 2016: AVN Awards – Nominierung Best Polyamory Release
- 2016: XBIZ Awards – Nominierung Best Vignette Series of the Year
- 2019: AVN Award – Auszeichnung Best Polyamory Release (für Folge 3)[5]
- 2019: NightMoves Awards – Auszeichnung Best Fetish/Taboo/Speciality Release (für Folge 6)
- 2020: XBIZ Awards – Nominierung Best Vignette Series of the Year (für Folge 5)